# Théologie après la Shoah

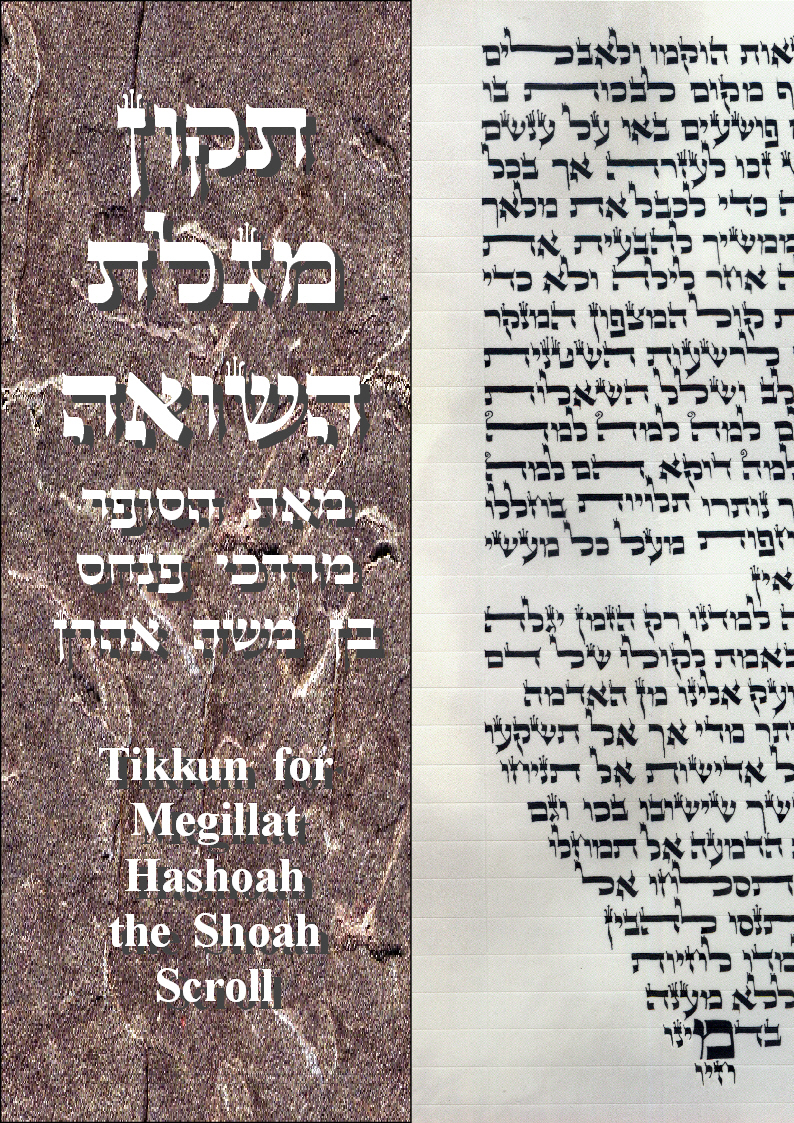
Théologie juive de l'Holocauste, prières juives en langue hébraïque,

La théologie après la Shoah est un ensemble de pensées et débats autour du rôle, de la présence de Dieu au cours de la Shoah, et de la légitimité même d’une foi ou d’une théologie à la suite de cet évènement.

## Objet du débat
Le judaïsme fonde sa théologie sur l’unité du Dieu créateur du monde d’une part, et sur l’intervention directe de Dieu dans l’histoire pour faire sortir les Hébreux de l’esclavage en Égypte d’autre part. De l’unicité de ce Dieu découlent un pouvoir et un savoir sans partage qui englobent l’ensemble de sa création ; les termes de l’Alliance contractée avec Israël, font état de diverses promesses et malédictions rétribuant les actes de ceux qu’il déclare se choisir comme peuple si celui-ci marche dans ses voies mais qu’il éparpillera et détruira dans le cas contraire. Alors que le judaïsme insiste sur la sévérité de Dieu et sa justice dans la rétribution pour expliquer les accidents de son histoire, le christianisme met l’accent sur la bienveillance de ce Dieu, qui est tout amour et auquel le mal est étranger.
La Shoah est la mise en application de la volonté d’anéantissement de la Judentum au cours de la politique d’expansion territoriale du troisième Reich. Fondé sur la conviction de constituer l’élite de l’humanité, le troisième Reich vise à conquérir ce qu’il estime être son « espace vital » en asservissant les peuples conquis qu’il considère comme la lie de l’humanité. Toutefois, si l’opinion nazie varie au cours des périodes et de la volonté de collaboration ou résistance au régime hitlérien, les Juifs sont, dès le début, inconditionnellement et irrémédiablement, l’ennemi désigné : porteurs et propagateurs de la Judentum, ils représentent un agent de corruption primordiale, et leur extermination totale répond donc à un besoin fondamental. 
Elle n’est cependant opérée par les techniques conventionnelles que dans un premier temps : jugées trop coûteuses et de faible rendement, les fusillades sont remplacées par de nouvelles méthodes d’élimination ciblée et rationalisée, réalisée à grande échelle et qui font usage de concepts et procédés généralement réservés à la sphère industrielle — les Juifs et ceux qui leur sont assimilés, sont distingués du reste de la société par un système de marquage, avant d’en être exclus puis regroupés dans des enclos à dimension urbaine que leurs concepteurs veulent rigoureusement hermétiques. Systématiquement spoliés et dépouillés, sciemment privés de tout et maintenus dans l’ignorance des intentions réelles de leurs nouveaux maîtres, ils se figurent être revenus au Moyen Âge et pensent s’adapter en tentant de se rendre indispensables par leur travail d’autant qu’on les a assurés d’une amélioration de leur sort dans ces conditions. Cependant, ils ont en réalité été réduits à la dimension de données comptables et regroupés pour être plus aisément ventilés vers divers lieux de « traitement exceptionnel », le plus souvent par gazage de masse. Pragmatiques, les Allemands et leurs auxiliaires en soustraient à titre provisoire un quota d’éléments jugés nécessaires à l’application dudit traitement ; dans un second temps, les revers militaires de l’Allemagne nazie entraînent sa hiérarchie à décider d’une sélection tout aussi provisoire des déportés en mesure de remplir des tâches censées contribuer à l’effort de guerre allemand. Par ailleurs, la découverte de charniers à Katyn entraîne le besoin de nouveaux procédés d’élimination totale des résidus du traitement car ils constituent autant de preuves potentiellement incriminantes alors que la « victoire finale » se fait, bien qu’on ne le déclare pas officiellement, lointaine puis incertaine. Au printemps 1944, le camp d’Auschwitz alors au summum de son activité, « traite » quotidiennement 6 000 « unités » en provenance de Hongrie.
Au sortir de la Seconde Guerre mondiale, l’Allemagne est vaincue mais alors que Dieu a fait sortir quelque six cent mille hommes d’Égypte selon les chiffres avancés par la Bible, ce sont environ six millions de Juifs — soit un tiers de la population juive mondiale à l’époque et près de 90 % de la population juive d’Europe de l’Est — qui ont été tués sans distinction d’âge, de sexe, de niveau intellectuel ou socio-économique ni du degré de croyance ou d’observance. Au-delà de la catastrophe démographique ou ethnique se situe un cataclysme théologique : Où était le Dieu d’Égypte pendant que son peuple était pourchassé et assassiné à travers l’Europe ? Pour quel péché devaient mourir six millions de Juifs dont beaucoup suivaient scrupuleusement ses voies ? Quel est le sens ou le but des évènements ? 
Un questionnement s’effectue également dans le monde chrétien : au-delà du rôle du christianisme dans la diffamation du Juif dont la Shoah semble être la mise en application ultime, comment Dieu a-t-il permis un tel mal qui a aussi fait des victimes parmi les hommes d’église ou des chrétiens dont certains ont partagé le sort des Juifs pour avoir voulu les aider ?

## Réponses juives

### Mipnei hataeinou
La réponse classique du judaïsme à la théodicée a, le plus souvent, été « à cause de nos péchés » (mipnei ḥataeinou : מפני חטאינו גלינו מארצנ ) : la Bible avertit en effet, à plusieurs reprises, de la déconvenue des impies qui pourrait aller jusqu’à l’anéantissement. C’est, atteste Eléazar de Worms, pour ses péchés qu’il a vu sa lignée s’éteindre après le massacre de sa famille, par leurs fautes que des communautés entières ont été détruites un siècle plus tôt en Allemagne ou en Espagne, par leurs transgressions que les Juifs ont été expulsés d’Espagne et que d’autres sont massacrés par les Cosaques. Il en ressort que les peines du peuple juif seraient comprises dans l’Alliance immuable et que seuls les hommes sont réprochables ; la Shoah s’ajouterait à cette liste de rétributions.
Cette vue est exprimée avant même le début de la destruction par plusieurs rabbins rattachés aux mouvements dits ultra-orthodoxes du judaïsme: en 1939, le rabbin Chaim Ozer Grodzinski qui s’éteindra d’un cancer un an plus tard, impute les persécutions nazies à l’abandon des pratiques juives, et le rabbin Elchonon Wasserman, exécuté au Neuvième Fort de Kaunas en 1941, estime que le nationalisme juif ainsi que le socialisme sont des idolâtries qui ont provoqué, selon le principe de rétribution symétrique (midda kenegged midda), l’apparition du national-socialisme allemand. 
Après-guerre, le rabbin Joël Teitelbaum, rescapé de la déportation des Juifs de Hongrie, continue à pointer du doigt les sionistes qui ont déchaîné la colère de Dieu sur tout le peuple d’Israël lorsqu’ils ont voulu monter en masse à Sion et la libérer de leurs mains sans attendre le messie chargé par Dieu de le faire. Le rabbin Avigdor Miller excuse Dieu et accuse l’ensemble des Juifs non-observants, de même que des autorités contemporaines comme le rabbin Eléazar Shach qui avertit en 1991 qu’Israël n’est pas à l’abri d’une nouvelle Shoah vu l’abandon des pratiques et la désécration du Chabbat. Des déclarations similaires ont été émises à l’occasion de parades pour les droits des homosexuels. Bien qu’il ne se rattache pas à ces cercles, le rabbin Meir Kahane émet une appréciation similaire, disqualifiant les protestations émises à l’encontre de Dieu au motif qu’elles émanent selon lui de Juifs non-orthodoxes qui voudraient faire de Dieu « un père Noël », et des saints des Juifs d’Europe. 
D’autres expliquent la Shoah par une rétribution non de l’impiété mais d’un démérite : le rabbin Zvi Yehouda Kook, dont le point de vue théologique est diamétralement opposé à celui d’Elchonon Wasserman, explique néanmoins que la Shoah est survenue parce que les Juifs n’ont pas su reconnaître la fin de l’exil.

### Leit din veleit dayan
À l’autre bout du spectre, des Juifs nés ou devenus irréligieux, brandissent la Shoah comme preuve ultime de l’inexistence de Dieu.

### Hester panim
« En vérité, ces afflictions n'étaient rien d'autre que les afflictions des justes, mais tel est l'attribut divin : Dieu unit ces deux ordres de telle manière que les décrets même du mazal ne se matérialisent que par la médiation de quelque chose qui est attribué à la récompense et la punition, qui est le catalyseur de tout ce qui doit arriver, aussi insignifiant soit-il »

— Moché Haïm Luzzatto
Le Tsadik est soumis à la souffrance comme le méchant mais sans expliquer au départ pourquoi il devrait souffrir ; bien que cela fasse partie de la providence divine, il est expliqué que de toute façon le monde a été créé avec quelques défauts afin d'être amené à la perfection.
Dans chaque génération, il y a un Tsadik, un Messie potentiel chargé de perfectionner le monde jusqu'au « monde futur » de l'ère messianique : évidemment le Tsadik peut aussi souffrir des manquements ou des défauts des époques dans lesquelles il vit, considérant que le monde n'est parfait que dans le bien maximum et complet du monde futur. Le Tsadik ne pourra jouir aussi du bien total et de ses bienfaits dans le monde qu'avec la fin du mal : à plus de lumière divine correspond alors un plus grand bien.

« Et surtout, j'ai renforcé ma croyance dans la certitude que tout dérive de Dieu, qu'il n'y a rien d'accidentel ni de vain, ni grand ni petit, que tout fait partie d'un cycle qui tend vers la perfection de toute la Création et que cet perfection universel sera atteinte avec la résolution de ce cycle. Maintenant, je comprends que ce sont les principes de la sagesse. Le reste n'est que commentaire : la compréhension de toutes les particularités du monde, chacune dans sa catégorie »

— Moché Haïm Luzzatto
Ainsi, la perfection consiste précisément dans le plan originel lorsque la Création a présenté chaque créature à sa place, sans péché. La nature humaine a progressivement conduit à la dégradation jusqu'à arriver spontanément à la conscience de la structure parfaite que Dieu désire pour le bien : tout ça seulement après avoir vu et considéré les graves conditions extrêmes au-delà desquelles le mal ne pouvait plus exister tel qu'il s'exprimait déjà pleinement, précisément parce que le seul moyen peut être éclairé au-delà des ténèbres du mal qui s'est répandu de manière presque complètement lors de la catastrophe de la Shoah, un désordre total. Mais c'était le « mazal punitif » de cette époque particulièrement atroce, dans un abîme presque dépourvu de toute sorte de lumière, celle du discernement et de la connaissance aussi : ils étaient péché après péché soutenus par une folie cruelle sans précédent dans toute l'histoire dont nous avons été témoins, directement ou autrement :

« Ecclésiaste 3.1, “Pour tout il y a un temps fixé, et pour chaque événement il y a un temps approprié...” Il a décrété un cycle qui englobe chacune de ces variétés de providence, au sein duquel elles exercent leur domination sur le monde, l’ordre étant celui de sa souveraineté et de ses activités positionnées dans le cycle du temps »

— Moché Haïm Luzzatto